# Estrella Morente
Estrella de la Aurora Morente Carbonell (Granada, 14 de agosto de 1980) es una cantaora española de flamenco.

## Carrera musical
Fanática de los cantaores flamencos La Niña de los Peines, Camarón, Pepe Marchena y Manuel Vallejo, a los cuatro años entonaba cantes de Levante y a los siete cantó una taranta acompañada de la guitarra del maestro Sabicas. Su arte ha encandilado tanto a los flamencólogos más exigentes como a roqueros como Lenny Kravitz. El debut de Estrella como cantaora tuvo lugar, con tan sólo dieciséis años, en la Gala de presentación de los Campeonatos de Esquí Alpino de Sierra Nevada. Estrella participó en Omega, disco de su padre Enrique Morente. Carmen Linares la amadrinó en el Teatro de la Maestranza de Sevilla en un homenaje a la Argentinita. Su primer disco, «Mi cante y un poema» de canciones flamencas fue disco de platino y el segundo, “Calle del aire” de canciones populares y navideñas, lo fue de oro. Gracias al éxito de sus discos, la cantante ha participado en numerosos festivales, como los del Bienal de Sevilla, el Festival de la Guitarra de Barcelona y el Festival Internacional de Música y Danza de Granada.
En el verano de 2004 presentó en Granada el concierto “Estrella 1922” un homenaje a la cantaora sevillana Pastora Pavón grabado en directo para su posterior edición. En 2005 se produjo su debut en el Barbican Centre de Londres e inició una serie de conciertos compartidos con su padre, por encargo del Festival Internacional de la Guitarra de Córdoba. Además, el espectáculo “Estrella 1922” lo estrenó también en el Teatro Español de Madrid ese mismo año.

## Participación en bandas sonoras
Además de sus grabaciones, ha participado en bandas sonoras de películas tales como Sobreviviré, con unas sevillanas, Volver, de Pedro Almodóvar, con el tango del mismo nombre, de Carlos Gardel, o Chico y Rita de Fernando Trueba en 2011.

## Vida personal
Contrajo matrimonio el 14 de diciembre de 2001 con el torero malagueño Javier Conde en la Basílica de Nuestra Señora de las Angustias, patrona de Granada. Tienen dos hijos: Curro, nacido en 2002 y Estrella, en 2005. Estrella Morente y su familia residen en Málaga. Es defensora de la fiesta de la tauromaquia.

## Premios y reconocimientos
Son muchos los galardones y reconocimientos que ha recibido en su trayectoria profesional. En 2001 fue nombrada Embajadora de Andalucía por el Instituto Andaluz de la Juventud. Ha ganado innumerables premios, entre los que se cuenta el Premio Ondas a la Mejor Creación Flamenca, la candidatura a los Grammy Latino y dos a los Premios Amigo. Su primer disco fue disco de platino y el segundo, de oro. En 2006 fue nominada para el Latin Grammy y ganadora del Premio de la Música 2006 por Mejor Álbum Flamenco, recibió además, la cotizada distinción de Micrófono de Oro, otorgado por la Federación de Asociaciones de Radio y Televisión de España. A principios de 2008 recibe el Premio al Mejor Espectáculo en Directo, tras un sondeo a nivel internacional realizado por el periódico digital deflamenco.com, además del Premio Flamenco Hoy en su IX edición, por el mejor DVD flamenco para “Casacueva y Escenario”. En 2014 se le concedió la Medalla de Andalucía y fue nombrada directora de la primera Cátedra de Flamencología del Mundo impartida por la Universidad Católica San Antonio de Murcia (UCAM) y la Fundación Cante de las Minas.

## Obra artística
Entre sus obras discográficas cabe destacar:
- Mi cante y un poema (2001), producida por su padre, Enrique Morente.[5]
- Calle del aire (2001)
- Mujeres (2006), disco en el que le hace un homenaje a 13 mujeres del siglo XX.
- Casacueva y escenario (DVD, 2007), recoge el concierto homenaje que la artista dedicó a la Niña de los Peines en 2004. Además de este concierto, el DVD contiene también un documental grabado en las cuevas del Albaicín (barrio granadino de origen andalusí, declarado Patrimonio de la Humanidad por la Unesco), que es una verdadera fiesta flamenca y que corrobora la grandeza de Estrella Morente en directo y en su ambiente.
- Autorretrato (2012), compuesto por quince piezas que van desde la seguiriya a la bulería con un sutil hilo conductor.
- Amar en paz (con Niño Josele, guitarra, 2014), una declaración de amor a la música de Brasil.
- Encuentro (con Javier Perianes, piano, 2016)
- Copla (2019)
- Leo (2021)
- Estrella & Rafael (con Rafael Riqueni, 2023)
- Estrella a estrellas (2025)

Entre otros de sus trabajos cabe destacar su aparición en el rodaje de “Morente Sueña la Alhambra”, documental dirigido por José Sánchez Montes y en las películas de Carlos Saura Iberia (2005), Flamenco, Flamenco (2010) y Guadalquivir (2013), documental sobre naturaleza, en la que presta su voz en la narración y canta un tema.

## Controversia en Operación Triunfo
En febrero de 2020, Estrella Morente causó controversia en la Gala 6 de Operación Triunfo 2020 al modificar la introducción de "Volver", interpretada junto a NIA, para incluir versos a favor de la tauromaquia. Esta modificación no fue ensayada y sorprendió tanto a la producción como a la concursante.
Noemí Galera, directora de la Academia, calificó el acto como inapropiado, señalando que Morente utilizó un espacio de máxima audiencia para una declaración personal. Por su parte, Morente defendió su acción como espontánea, aunque algunos medios sugirieron que los versos provenían de un poema taurino previamente escrito, lo que generó dudas sobre si fue realmente improvisación.
El incidente provocó más de 1.500 quejas dirigidas a RTVE y avivó el debate sobre la tauromaquia en España. El episodio también reabrió discusiones sobre la responsabilidad de los artistas en el uso de su visibilidad mediática. Mientras algunos la defendieron como un acto de libertad de expresión, otros la criticaron por utilizar un programa de entretenimiento para defender una práctica controvertida.